# ائوخنیو میرا
ائوخنیو میرا (اسپانیایی: Eugenio Mira‎؛ زادهٔ ۲۳ سپتامبر ۱۹۷۷) با نام هنری چاکی نامانرا کارگردان و آهنگساز اهل اسپانیا است.
از فیلم‌ها یا برنامه‌های تلویزیونی که وی در آن نقش داشته‌است، می‌توان به غیرممکن، پنجره‌های باز، پیانوی بزرگ، چراغ‌های قرمز و جرایم زمانی اشاره کرد.